# Aradidae
Aradidae es una familia de insectos de cuerpo plano del orden Hemiptera. Entre los géneros de climas templados se encuentran Aradus, Mezira, Neuroctenus y Aneurus.
Las especies de regiones templadas por lo general habitan debajo de la corteza de los árboles caídos, mientras que muchas especies tropicales habitan entre la hojarasca o en ramas caídas.
Se cree que la mayoría de los miembros de esta familia son fungívoros, pero en realidad se sabe muy poco de sus hábitos alimenticios, aunque se sienten atraídos por las feromonas de los Scolytinae (escarabajos de la corteza).  Muchos de los taxones tropicales no poseen alas.  Estos insectos son parientes lejanos de Pentatomidae ("chinches hediondas").

## Taxonomía
La familia incluye más de 1900 especies, divididas en aproximadamente 230 géneros, y está ampliamente distribuida en todas las principales regiones zoogeográficas. La agrupación se divide en ocho subfamilias:
- Aneurinae. Cosmopolita, incluye 7 géneros y unas 149 especies.
- Aradinae. Incluye 4 géneros con más de 200 especies. El género más representativo es Aradus, cosmopolita y con numerosas especies.
- Calisiinae. Cosmopolita, incluye 8 géneros con aproximadamente 100 especies, distribuidas principalmente en regiones tropicales.
- Carventinae. Cosmopolita, incluye 61 géneros con alrededor de 250 especies, distribuidas principalmente en regiones tropicales.
- Chinamyersiinae. Presente en Australia, Nueva Zelanda y Melanesia, incluye 4 géneros con siete especies.
- Isoderminae. Incluye un único género Isodermus con seis especies, representadas en Chile, Patagonia, Australia y Nueva Zelanda. Una antigua clasificación elevaba esta agrupación sistemática al rango de familia con el nombre de Isodermidae.[2]
- Mezirinae. Es la subfamilia más representativa por el número de especies, incluidos 124 géneros con más de 1100 especies. A pesar de ser cosmopolita, la mayoría de las especies se distribuyen en las regiones tropicales del hemisferio sur. Una clasificación antigua asignaba a este taxón el rango de familia con el nombre de Meziridae o Dysodiidae.[2][3]
- Prosympiestinae. Representada por especies endémicas de Chile, Australia y Nueva Zelanda, incluye 4 géneros con 13 especies.